# Torben M. Andersen
Torben Magnus Andersen (født 27. september 1956 i Brønderslev) er dansk økonom og professor ved Århus Universitet.
Torben M. Andersen er født i Brønderslev. Hans far var kordegn. 
Torben M. Andersen blev student fra Frederikshavn Gymnasium i 1976. 
I 1981 tog han en M.Sc. fra London School of Economics og blev i 1984 lic.oecon. fra Aarhus Universitet. I 1986 tog han en Ph.D. fra CORE, Universite Catholique, Louvain-la-Neuve, Belgien med en afhandling med titlen  Allocation under Differential Information – Flexible and Fixed Prices.
I 1986 blev han ansat af det samfundsvidenskabelige forskningsråd som forskningsprofessor, og i 1989 blev han professor ved Århus Universitet.
Torben M. Andersen har gennem tyve år spillet førstetrompet i Bangsbostrand Byorkester – hjemmehørende i Torbens studieby – Frederikshavn.
Han er bosat i Skødstrup og gift med folkeskolelærer Anne Sloth Mahler. De har tre sønner.

## Offentlige hverv, kommissioner mv.
Han var i 1992-93 medlem af et af regeringen nedsat personbeskatningsudvalg[kilde mangler]
og i 2003-2006 formand for en af regeringen nedsat velfærdskommission.
Fra 1993 til 1996 var han medlem af Det Økonomiske Råds formandskab og fra 2001 til 2003 ordførende formand samme sted, såkaldt overvismand. Siden 2007 har han været særligt sagkyndigt medlem af Det Økonomiske Råd.
Torben Andersen var i en periode det eneste udenlandske medlem af Finanspolitiska Rådet i Sverige, som er en slags pendant til de danske vismænd.
Han var formand for det ekspertudvalg, der i 2013 udarbejdede forslag til en officiel dansk fattigdomsgrænse.
I 2014 blev han udnævnt til formand for Pensionskommissionen, der skal gennemgå det danske pensionssystem og kigge på svagheder og forbedringsmuligheder.

## Udvalgte publikationer
- Beskrivende dansk økonomi, 2005, HandelsVidenskab Bogforlaget, 2. udgave.
- Persistency in Sticky Price Models, European Economic Review, 1998, Papers and Proceedings, 42, 593-603.
- Optimal Fiscal Policy in Open Economies with Labour Market Distortions,  Journal of Public Economics, 1996, 63, 103-117 (med B.S. Rasmussen og J.R. Sørensen).
- Rationing of Sales and Price Setting,  European Economic Review, 1996, 40, 1441-1451.
- Price Rigidity, 1994, Clarendon Press, Oxford (med H. Linderoth, V. Smith og N. Westergård-Nielsen).
- Skattepolitikken og ejerboligmarkedet – teori og empiri, Nationaløkonomisk Tidsskrift, 1993, 131, 38-61 (med Hans Jørgen Jacobsen, Carsten Koch, Henrik Olejasz Larsen og Peter Birch Sørensen).
- Det danske arbejdsmarked, 2000–2018, IZA World of Labor, 2019.
- Torben M. Andersen (10. juni 2021), "Velfærdskommissionen – formål, resultater og erfaringer", Samfundsøkonomen, 2021 (2): 25-35, doi:10.7146/SAMFUNDSOKONOMEN.V2021I2.127357, Wikidata  Q107263628